# Uraninit
Uraninit – minerał promieniotwórczy z gromady tlenków. Należy do minerałów rzadkich. Nazwa pochodzi od składnika uranu. Badania tego minerału doprowadziły Marię Skłodowską-Curie do odkrycia polonu i radu, za co otrzymała w 1911 r. drugą Nagrodę Nobla.

## Charakterystyka

### Właściwości
Rzadko tworzy kryształy. Najczęściej występuje w skupieniach ziemistych, proszkowych (czerń uranowa), ziarnistych, naciekowych (smółka uranowa, blenda smolista). Jest izostrukturalny z thorianitem i cerianitem. Niekiedy tworzy pseudomorfozy po innych minerałach, także drewnie, kościach, bakteriach. Jest kruchy i nieprzezroczysty.

### Skład chemiczny
Zawiera głównie dwutlenek uranu (UO2). Skład chemiczny charakteryzuje się znacznymi wahaniami spowodowanymi różnym stopniem utleniania tego minerału, a także dużymi domieszkami innych pierwiastków takich jak: żelazo, krzem, wapń, magnez, cyrkon, argon, hel, azot, miedź, tantal, wolfram, tytan, rad, wanad, kobalt, ołów, cer, niob, tor, aktyn i polon. Silnie radioaktywny. W strefie wietrzenia łatwo ulega przeobrażeniom, przechodząc w różne wtórne minerały uranu zabarwione na żółto, pomarańczowo, zielono.
Odmiany uraninitu
- broggeryt[3]
- klevit[4][5]

## Występowanie
Stanowi składnik pegmatytów, i żył hydrotermalnych, skał osadowych. 
Miejsca występowania: Kanada – okolice Wielkiego Jeziora Niedźwiedziego, USA – Teksas, Kolorado, Karolina PN, Australia – Terytorium Północne, Demokratyczna Republika Konga – prowincja Katanga, RPA, Francja, Włochy, Czechy, Norwegia.
W Polsce występuje na Dolnym Śląsku; w okolicach Kowar, w okolicach Ogorzelca, w Miedziance, Kletnie.

## Zastosowanie
Stanowi główne źródło otrzymywania uranu (86% U), radu, a także wielu innych pierwiastków.